# Рачинский, Григорий Алексеевич
Григорий Алексеевич Рачинский (1859—1939) — философ, переводчик и религиозный публицист; постоянный председатель московского религиозно-философского общества памяти Вл. Соловьёва.
Г. А. Рачинский — двоюродный брат С. А. Рачинского, профессора ботаники, ставшего сельским учителем. Их дедом был тайный советник А. М. Рачинский.

## Биография
Окончил Императорский Московский университет (историко-филологический факультет).
Сотрудничал в журналах «Русская мысль», «Вопросы философии и психологии», «Северное сияние». Был редактором философского издательства «Путь», председателем «Общества свободной эстетики». Переводил Ф. Ницше и был редактором и автором предисловия его собрания сочинений; написал исследование Трагедия Ницше (М.: Типо-лит. т-ва И.Н. Кушнерев и К°, 1900). Переводчик Мопассана, Клейста, Бальзака, Гёте.  Также был редактором 3-х последних томов собрания сочинений В. С. Соловьёва и других его работ (в частности: Русская идея и Владимир Святой и христианское государство). Перевёл сочинение Виктора Тиссо «Прусская тайная полиция» (М.: Моск. кн-во, 1915. — 335 с.).
Рачинский был связан с кругом московских символистов, особенно с Андреем Белым, председательствовал в Обществе свободной эстетики. А Белый писал:

Беседы с Рачинским в уютной квартирочке впаяны в воспоминанья мои как пиры с Э. К. Метнером, как повисанье над бездной с Л. Л. Кобылинским; бывало, сидит кто-нибудь: или криво помалкивающий, иронический, кряжистый и белокурый Серов, с добродушием щурясь на нас; он — друг детства Рачинской; или владелец типографии А. И. Мамонтов; или сухой и седой Остроухов, смущающий молокососа, меня; или Оленина, сестра певицы; или Д. Д. Плетнев, не профессор, ещё молодой и талантливый доктор, худой, молчаливый и едкий; он пуговкой носика, усиками выражает особое мнение; или профессор Л. А. Тарасевич; или с лицом Мюрата, потомок Мюрата — Сергей Казимирович Мюрат, кузен П. И. д’Альгейма, учитель французского, — худой, культурный, протонченно вежливый невероятный чудак; или В. С. Рукавишникова, «Варя», сестра поэта <…> Я учился культуре: в квартире Рачинского.

В издательстве Мусагет вышло его исследование «Японская поэзия» (1914).
В 1919 году был арестован как участник и один из организаторов «Союза объединенных приходов г. Москвы», член исполнительного комитета Совета союза. Был освобождён перед началом процесса по делу «Самарина-Кузнецова» после показаний психиатра о невменяемости подсудимого. Читал курс перевода в Литературно-художественном институте им. В. Брюсова. В 1931 году был вновь арестован.
По воспоминаниям Е. Герцык:

Изумительная фигура старой Москвы: дымя папиросой, захлебываясь, целыми страницами гремел по-славянски из Ветхого завета, перебивал себя немецкими строфами Гёте, и вдруг размашисто перекрестясь, перебивал Гёте великолепными стихирами (знал службы назубок), и все заканчивал таинственным, на ухо, сообщением из оккультных кругов — тоже ему близких. Подлинно верующий, подлинно учёный, и, что важнее, вправду умный, он все же был каким-то шекспировским шутом во славу Божию…
— Серебряный век. Портретная галерея культурных героев рубежа XIX–XX веков

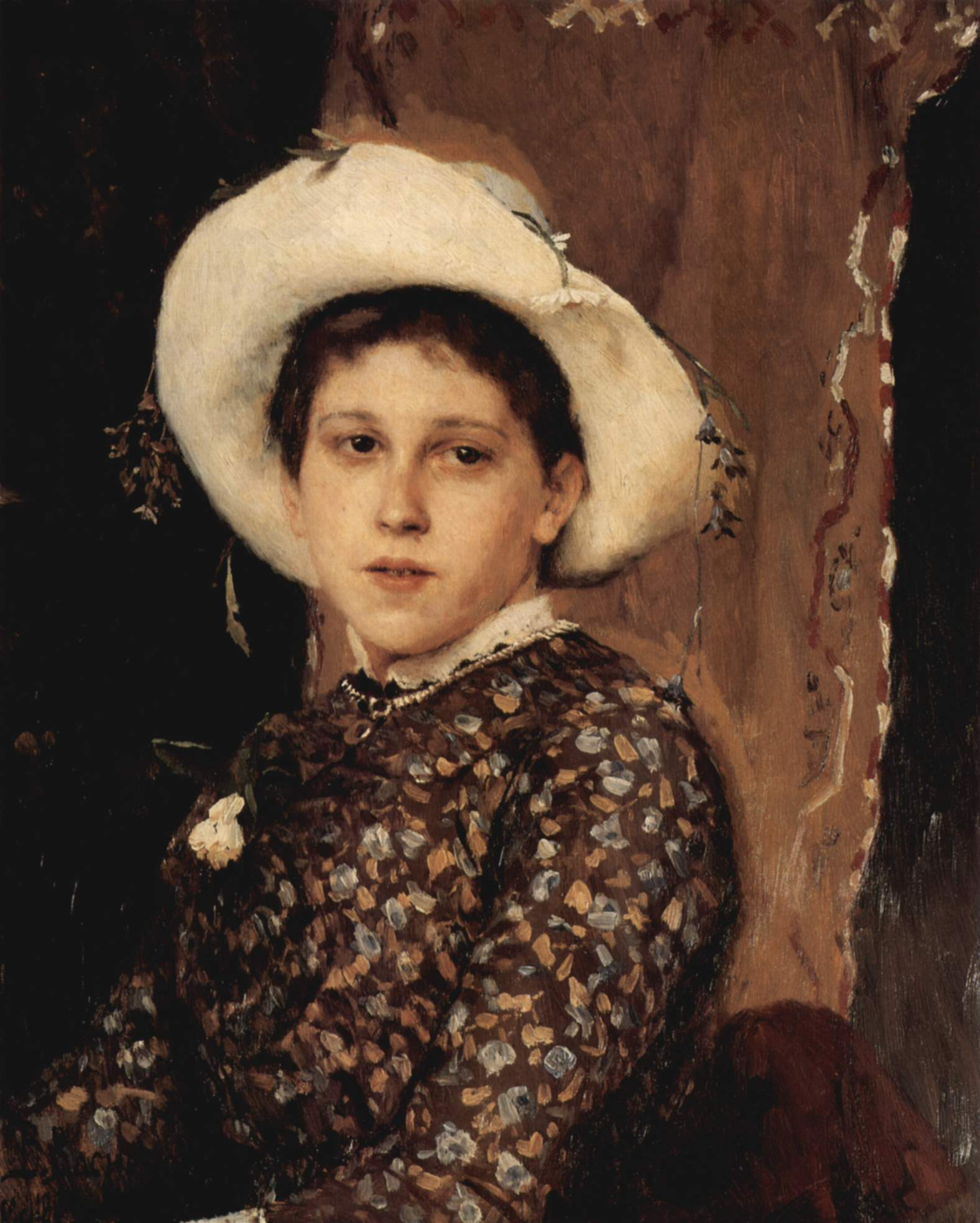
Т. А. Мамонтова. 1884 г.

Со 2 марта 1889 года был женат на Татьяне Анатольевне Мамонтовой (1864—1920), дочери издателя А. И. Мамонтова.
Среди его литературных переводов: «Маркиза д'О» (Клейст); «Бомбар», «Заведение Телье», «Плакальщицы», «Подруга Поля», «Весною» (Мопассан), «Кармен» (повесть Проспера Мериме) и др.

## Комментарии
1. ↑  Вероятно, неверной является датировка жизни: 1856—1925. Б. А. Садовской, например, написал в своих «Заметках» про встречу 26 сентября 1929 года у могилы Брюсова на Новедевичьем кладбище: «В кучке посетителей узнаю Григория Алексеевича Рачинского. Окликаю. Подошел, узнал. Долго говорим о том о сём. Ему 70 лет. Читать лекции уже не может. Прежней живости, хохота, румянца, подергивания ногой и в помине нет»[1].